# Radio RheinWelle 92,5
Radio RheinWelle 92,5 ist ein nichtkommerzieller lokaler Hörfunksender in Wiesbaden. Er finanziert sich aus Mitgliedsbeiträgen, Spenden und Fördermitteln der Medienanstalt Hessen (ehemals LPR Hessen). Das Programm wird von den Mitgliedern des Trägervereins sowie von freien Gruppen gestaltet.

## Programm
Im Programm werden Themen aufgegriffen, die in anderen Medien kaum Beachtung finden und möglichst vielen unterschiedlichen Gruppen der Gesellschaft ein öffentliches Forum bieten. Der Sender trägt damit zur Meinungsvielfalt in der Region bei. Ein Programmschwerpunkt ist das Offene Gruppen Radio (OGR), das sind Sendestrecken für Vereine, Gruppen, Initiativen und Verbände zur freien Gestaltung. Genutzt wird das Angebot von Greenpeace, dem Ausländerbeirat der Stadt Wiesbaden, Amnesty International und anderen.
Musikalisch bietet der Sender eine Mischung unterschiedlicher Musikstile, von denen viele eigene Schwerpunktsendungen haben.

## Geschichte
Der Trägerverein RheinWelle 92,5 e.V. wurde am 23. August 1996 gegründet und mit dem kommunalen Radio Rüsselsheim (K2R) ein Kooperationsvertrag zur gemeinsamen Lizenznahme geschlossen. Gesendet wurde aus dem gemeinsamen Studio in Rüsselsheim. Ein Studio für Vorproduktionen befand sich bereits in Wiesbaden, das später ausgebaut wurde und seit April 1999 für Livesendungen genutzt wird.
Im Mai 2001 nahm der Sender an der Ausschreibung einer eigenen UKW-Hörfunkfrequenz in Wiesbaden teil. Bereits am 25. März 2001 wurde Radio RheinWelle 92,5 von der Hessischen Landesmedienanstalt LPR die Zulassung zur Veranstaltung und Verbreitung eines nichtkommerziellen lokalen Hörfunkvollprogramms erteilt.

## Empfang
Das Programm wird von einem Sender in Wiesbaden am Konrad-Adenauer-Ring auf 92,5 MHz (100 Watt ERP) abgestrahlt und ist in Wiesbaden, Mainz und Umgebung zu empfangen. In einem Pilotprojekt ist das Programm seit 1. Januar 2017 auch über das Digitalradio DAB+ (Kanal 12C im Multiplex Hessen-Süd) zu hören. Eine bis zum 31. Dezember l2023 notwendige vierteljährliche Teilung eines Programmplatzes auf Kanal 12C mit Radio Rüsselsheim ist inzwischen aufgehoben, nachdem seit dem 01. Januar 2024 alle vier südhessischen nichtkommerziellen und werbefreien Lokalradios (NKL) auf dem DABplus-Kanal 12C rund um die Uhr aufgeschaltet wurden. Gesendet wird das DAB+ Ensemble auf Kanal 12C von den hessischen Senderstandorten Mainz-Kastel mit 5 kW, Großer Feldberg im Taunus mit 4,5 kW, Frankfurter Fernmeldeturm mit 5 kW, Hohe Wurzel (Taunus) mit 5 kW und Hardberg im Odenwald mit 10 kW, wodurch ein Empfangsgebiet zwischen Gießen und Ludwigshafen/Mannheim sowie Eltville am Rhein und Hanau versorgt wird. Auf der Homepage des Senders ist ein Livestream in mehreren Formaten verfügbar.

## Belege
1. 1 2  Lizenziert nach hessischem Medienrecht LPR-Übersichtsseite: Nichtkommerzieller Lokaler Hörfunk (Memento des Originals vom 17. Februar 2013 im Internet Archive)  Info: Der Archivlink wurde automatisch eingesetzt und noch nicht geprüft. Bitte prüfe Original- und Archivlink gemäß Anleitung und entferne dann diesen Hinweis.
2. ↑  Alle geschichtlichen Daten sind eine Zusammenfassung der Senderhomepage: RheinWelle macht Geschichte online: Seite 1 – S. 2 – S. 3 (abgerufen am 8. März 2013)
3. ↑  ukwtv.de: Sender-Tabelle Hessen